# Тутмозис (вајар)
Тутмозис (исто тако Тутмозе или Дјеутимес) био је вајар описиван као главни вајар у времену фараона Ехнатона у 18. династији новоегипатског царства. Његово име и титула „Тутмозис миљеник доброг бога надзорник радова и вајар“.
Тутмозис је познат после открића његове вајарске радионице од стране Лудвига Борхарта и пронађеним скулптурама и бистама од којих је најпознатија биста Нефертити.

## Историјски подаци
Атеље и околни објекти куће вајара Тутмозиса били су приликом ископавања 1912/1913. од стране немачког источњачког друштва (ДОГ) у делу Тел ел- Амарне а откривени и пронађени су од стране немачког археолога Лудвига Борхарта.
Финансирање ових ископавања је поднео један немачки берлински грађевински предузимач који је тако постао власник ових објаката које је затим поклонио Египатском музеју у Берлину.

## Вајарски атеље Тутмозиса
Радионица Тутмозиса представља не само један поглед на радове Старог Египта односно ово вајарство већ и велику збирку уметности Амарне у оквиру њега. Нађене статуе и бисте су били из различитих материјала као кречњака, гранита и у различитим стадијумима производње и делови скулптура који тербају да се спајаву у целине и ови налази се сврставају у најзначајније налазе староегипатског вајарства.

## Дела
Дела Тутмозиса била би описивана као вајарске студије или портрети иако нису сви били завршени. Тако да ненедостаје само завршна обрада полирања спољашње површине већ и делови покривања на главама и друге појединости које су обележаване црвеном или црном бојом за друге завршне радње. Нађене су и гипсане главе које се могу сврстати у две групе.
- Лица у наравној величини, којим недостаје задња страна главе и која подсећају на маске. Ови радови су јако реалистичне представа мушкараца или жена. Они представљају индивидуале карактерискике приватних и непознатих људи који су вероватно играли значајне улоге у животу у Амарна- времену и које су снимане директно од живих или мртвих људи и позадине ових начина рада је непозната.
- Друга у атељеу пронађена група радова обухвата заобљене пластичне главе на којима недостаје врх глава и које су само делимично у наравној величини и које носе и имају идеализоване потезе лица и које можемо сврстати у краљевске породице. Ту можемо на основу савремених поређења идентификовати Аменхотеп III , Ехнатона, Нефертити, Кије, многе краљевске кћерке и великодостајнике на двору где поједини објекти служе и као узори за серијску производњу и где биста Нефертитис спада у овакве објекте ове групе.

## Статуе ипортретииз египатског музеја уБерлину
- Биста Нефертити
- студија портрета Ехнатона
- глава једне принцезе
- студија портрета Кије
- портретана студија Аменхотеп III
- портретна студија